# Paranomásia
Paranomásia ou paronomásia (do grego transl. paronomasía através do termo latino paronomasia) é uma figura estilística ou figura fónica que emprega palavras parónimas (com sonoridade semelhante) numa mesma frase, fenómeno este que é popularmente conhecido como trocadilho. É o emprego de palavras semelhantes na forma ou no som, mas de sentidos diferentes, próximas umas das outras.
Os trocadilhos constituem um dos recursos retóricos mais utilizados em discursos humorísticos e publicitários. Resulta sempre da semelhança fonética ou sintática de dois enunciados cuja conjunção, comparação ou subentendido (enunciado elíptico, não referido diretamente) cria um efeito inesperado, intencional ou não, aproveitando a sonoridade similar e o efeito de surpresa sobre o ouvinte ou o leitor da junção de significados díspares num mesmo contexto. Os trocadilhos mais frequentes são cacofonias em que uma determinada palavra é pronunciada de forma a parecer outra, geralmente com intenção humorística, maliciosa, obscena e/ou grosseira.